# Kayla Banwarth
Kayla Banwarth, född 21 januari 1989 i Dubuque i Iowa, är en amerikansk volleybolltränare och tidigare volleybollspelare. Banwarth blev olympisk bronsmedaljör i volleyboll vid sommarspelen 2016 i Rio de Janeiro.